# 白澤正二
白澤 正二（しらさわ しょうじ、1913年2月2日 - 1995年1月23日）は、日本の実業家。茨城放送（現在のLuckyFM茨城放送）社長・会長、朝日新聞編集委員などを務めた。

## 略歴
長野県南安曇郡明盛村（三郷村を経て、現在の安曇野市）生まれ。1930年（昭和5年）旧制松本第二中学校（現在の長野県松本県ヶ丘高等学校）を卒業した。1936年（昭和11年）旧制松本高校を経て、京都帝国大学法学部を卒業した。
1937年、朝日新聞社に入社した。東京本社整理部次長、同学芸部次長、西部本社運動部長、東京本社編集委員を経て、1965年に茨城放送代表取締役社長に就任し、その後は会長を務めた。
また、1972年に日本記者クラブ会員、1978年（昭和53年）7月から1979年（昭和54年）6月まで、水戸ロータリークラブ会長（第29期）を務めた。
1995年1月23日午後5時35分、腎不全のため東京都府中市の病院で死去した。81歳没。葬儀と告別式は国分寺市の寺院で同月25日午後1時から行われ喪主は妻が務めた。

## 人物
1970年代前半、霞ヶ浦の水質汚染が問題になると、当時茨城県水質審議会会長を務めていた白澤は、霞ヶ浦の環境基準県案をまとめ、「上水道級」指定の要望を求めるなど、水質汚染問題に取組んだ。